# Wielomiany Czebyszewa
Wielomiany Czebyszewa – układ wielomianów ortogonalnych tworzący bazę przestrzeni wielomianów; nazwa pochodzi od nazwiska Pafnutija Czebyszowa.

## Wielomiany Czebyszewa pierwszego rodzaju

### Definicja rekurencyjna
Wielomiany te spełniają zależność:
{\displaystyle T_{0}(x)=1}
{\displaystyle T_{1}(x)=x}
oraz
{\displaystyle T_{k}(x)=2x\cdot T_{k-1}(x)-T_{k-2}(x)\,,\,\,k=2,3,4\ldots }

### Postać jawna
Rozwiązaniem powyższej rekurencji jest:
{\displaystyle T_{k}(x)={\frac {(x+{\sqrt {x^{2}-1}})^{k}+(x-{\sqrt {x^{2}-1}})^{k}}{2}}.}

### Parzystość wielomianów Czebyszewa
Z definicji wynika, że dla k parzystego wielomian Czebyszewa {\displaystyle k}-tego stopnia jest parzysty, dla nieparzystego k – nieparzysty:
{\displaystyle T_{k}(-x)=(-1)^{k}T_{k}(x).}

### Postać trygonometryczna
Dla {\displaystyle x\in [-1;1]} podstawiając za {\displaystyle x=\cos \,t,} dla {\displaystyle k=0,1,2,\dots }
{\displaystyle {\begin{aligned}T_{k}(\cos \,t)&={\frac {(\cos \,t+{\sqrt {\cos ^{2}t-1}})^{k}+(\cos \,t-{\sqrt {\cos ^{2}t-1}})^{k}}{2}}\\&={\frac {(\cos \,t+{\sqrt {-\sin ^{2}t}})^{k}+(\cos \,t-{\sqrt {-\sin ^{2}t}})^{k}}{2}}\\&={\frac {(\cos \,t+i\cdot \sin \,t)^{k}+(\cos \,t-i\cdot \sin \,t)^{k}}{2}}\end{aligned}}}
gdzie {\displaystyle i^{2}=-1.}
Po zastosowaniu wzoru de Moivre’a na k-tą potęgę liczby zespolonej otrzymuje się:
{\displaystyle T_{k}(\cos \,t)=\cos kt.}
Wracając do zmiennej {\displaystyle x{:}} {\displaystyle t=\arccos x}
{\displaystyle T_{k}(x)=\cos(k\,\arccos(x)).\qquad {}} (*)
Jest to tzw. postać trygonometryczna wielomianu Czebyszewa, gdyż wyraża wielomian Czebyszewa {\displaystyle k}-tego stopnia przez funkcję trygonometryczną {\displaystyle \cos } i jej odwrotność {\displaystyle \arccos .} Korzystając z własności funkcji trygonometrycznych, można wykazać, że (*) jest w zależności od argumentu {\displaystyle x} równe:
{\displaystyle T_{k}(x)={\begin{cases}\cos(k\arccos x),&x\in [-1,1]\\[2px]\cosh(k\,\operatorname {arcosh} (x)),&x\geqslant 1\\[2px](-1)^{k}\cosh(k\,\operatorname {arcosh} (-x)),&x\leqslant -1\end{cases}}}
Można wykazać, że
{\displaystyle \cos(k\,t)={\frac {e^{ik\,t}+e^{-ik\,t}}{2}}={\frac {(e^{i\,t})^{k}+(e^{i\,t})^{-k}}{2}},}
ponieważ zachodzi
{\displaystyle e^{i\,t}=\cos(t)+i\sin(t)}
oraz
{\displaystyle \sin(t)={\sqrt {1-\cos ^{2}(t)}}}
zachodzi
{\displaystyle e^{i\,t}=\cos(t)+{\sqrt {\cos ^{2}(t)-1}},}
a stąd
{\displaystyle \cos(k\,t)={\frac {(\cos(t)+{\sqrt {\cos ^{2}(t)-1}})^{k}+(\cos(t)+{\sqrt {\cos ^{2}(t)-1}})^{-k}}{2}}}
podstawiają za {\displaystyle \cos(t)} x, otrzymuje się
{\displaystyle T_{k}(x)={\frac {(x+{\sqrt {x^{2}-1}})^{k}+(x+{\sqrt {x^{2}-1}})^{-k}}{2}}.}

### Zera wielomianów Czebyszewa
Wielomian Czebyszewa {\displaystyle T_{k}(x)} posiada {\displaystyle k} zer rzeczywistych należących do {\displaystyle [-1;1]} danych wzorem:
{\displaystyle x_{j}=\cos \left({\frac {2j-1}{2k}}\,\pi \right),\quad j=1,2,\dots ,k.}

### Ortogonalność
Wielomiany Czebyszewa tworzą układ ortogonalny w przestrzeni {\displaystyle L_{p}^{2}[-1,1]} z funkcją wagową {\displaystyle w(x)={\frac {1}{\sqrt {1-x^{2}}}}{:}}
{\displaystyle {}\,\int \limits _{-1}^{1}T_{k}(x)T_{j}(x)\,{\frac {dx}{\sqrt {1-x^{2}}}}=\left\{{\begin{aligned}&0&&:k\neq j\\&\pi &&:k=j=0\\&\pi /2&&:k=j\neq 0\end{aligned}}\right.}

#### Dowód
{\displaystyle \langle T_{k},T_{j}\rangle =\int \limits _{-1}^{1}{\frac {T_{k}(x)\cdot T_{j}(x)}{\sqrt {1-x^{2}}}}dx=\int \limits _{-1}^{1}{\frac {\cos(k\cdot \arccos(x))\cdot \cos(j\cdot \arccos(x))}{\sqrt {1-x^{2}}}}dx.}
Zastosujmy podstawienie {\displaystyle t=\arccos(x).} Mamy wówczas {\displaystyle {\frac {dt}{dx}}=-{\frac {1}{\sqrt {1-x^{2}}}}} oraz {\displaystyle x=\cos(t).} Stosując we wcześniejszym wzorze:
{\displaystyle \langle T_{k},T_{j}\rangle =-\int \limits _{\pi }^{0}{\frac {\cos(k\cdot t)\cdot \cos(j\cdot t)}{\sqrt {1-\cos ^{2}(t)}}}{\sqrt {1-\cos ^{2}(t)}}dt=\int \limits _{0}^{\pi }\cos(k\cdot t)\cdot \cos(j\cdot t)dt.}
Korzystając ze wzoru trygonometrycznego {\displaystyle \cos(\alpha )\cdot \cos(\beta )={\frac {1}{2}}[\cos(\alpha -\beta )+\cos(\alpha +\beta )]} dostajemy
{\displaystyle \langle T_{k},T_{j}\rangle =\int \limits _{0}^{\pi }{\frac {1}{2}}[\cos((k-j)t)+\cos((k+j)t)]dt={\frac {1}{2}}\int \limits _{0}^{\pi }\cos((k-j)t)dt+{\frac {1}{2}}\int \limits _{0}^{\pi }\cos((k+j)t)dt.}
Załóżmy w tym momencie, że {\displaystyle k\neq j} i rozpatrzmy obie całki osobno.
{\displaystyle \int \limits _{0}^{\pi }\cos((k-j)t)dt={\frac {1}{k-j}}\int \limits _{0}^{(k-j)\pi }\cos(t)dt={\frac {1}{k-j}}[\sin(t)]_{0}^{(k-j)\pi }=0.}
Analogicznie:
{\displaystyle \int \limits _{0}^{\pi }\cos((k+j)t)dt={\frac {1}{k+j}}\int \limits _{0}^{(k+j)\pi }\cos(t)dt={\frac {1}{k+j}}[\sin(t)]_{0}^{(k+j)\pi }=0.}
Zatem:
{\displaystyle \langle T_{k},T_{j}\rangle =0.}
Widać, że założenie, iż {\displaystyle k\neq j} jest istotne, ponieważ w przeciwnym wypadku otrzymalibyśmy 0 w mianowniku.
Powyższe równania dowodzą, że wielomiany Czebyszewa są wzajemnie prostopadłe  z wagą {\displaystyle w(x)={\tfrac {1}{\sqrt {1-x^{2}}}}{:}}
Teraz rozważmy przypadek, kiedy {\displaystyle j=k\neq 0}
{\displaystyle {\begin{aligned}\langle T_{k},T_{k}\rangle &={\frac {1}{2}}\int \limits _{0}^{\pi }[\cos((k-k)t)+\cos((k+k)t)]dt\\&={\frac {1}{2}}\int \limits _{0}^{\pi }[1+\cos(2kt)]dt\\&={\frac {\pi }{2}}+\int \limits _{0}^{\pi }\cos(2kt)dt\\&={\frac {\pi }{2}}+{\frac {1}{2k}}\int \limits _{0}^{2k\pi }\cos(t)dt\\&={\frac {\pi }{2}}\end{aligned}}}
W przypadku {\displaystyle k=j=0} dostajemy {\displaystyle \langle T_{0},T_{0}\rangle =\pi } co kończy dowód.

### Przykłady wielomianów Czebyszew

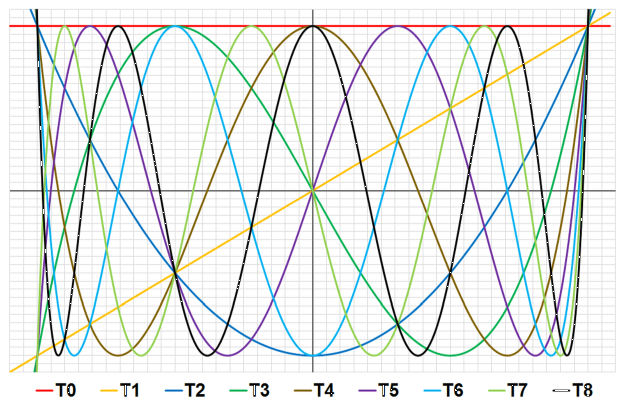
Wielomiany Czebyszewa od T0 do T8

Dziesięć pierwszych wielomianów Czebyszewa:
{\displaystyle T_{0}(x)=1}
{\displaystyle T_{1}(x)=x}
{\displaystyle T_{2}(x)=2x^{2}-1}
{\displaystyle T_{3}(x)=4x^{3}-3x}
{\displaystyle T_{4}(x)=8x^{4}-8x^{2}+1}
{\displaystyle T_{5}(x)=16x^{5}-20x^{3}+5x}
{\displaystyle T_{6}(x)=32x^{6}-48x^{4}+18x^{2}-1}
{\displaystyle T_{7}(x)=64x^{7}-112x^{5}+56x^{3}-7x}
{\displaystyle T_{8}(x)=128x^{8}-256x^{6}+160x^{4}-32x^{2}+1}
{\displaystyle T_{9}(x)=256x^{9}-576x^{7}+432x^{5}-120x^{3}+9x.}

### Własności
Twierdzenie o minimaksie mówi, że unormowany (mający współczynnik 1 przy najwyższej potędze) wielomian Czebyszewa {\displaystyle {\frac {1}{2^{k-1}}}T_{k}(x)} ma na odcinku {\displaystyle [-1;1]} najmniejszą normę jednostajną (maksymalną wartość absolutną), spośród wszystkich wielomianów stopnia k, o współczynniku wiodącym równym jeden. Czyli dla dowolnego wielomianu postaci:
{\displaystyle w_{k}(x)=x^{k}+a_{k-1}x^{k-1}+\ldots +a_{1}x+a_{0}}
zachodzi nierówność:
{\displaystyle \max _{x\in [-1;1]}|w_{k}(x)|\geqslant \max _{x\in [-1;1]}|{\frac {1}{2^{k-1}}}T_{k}(x)|.}
Wiedząc, że dla każdego {\displaystyle x\in [-1;1]} wielomian {\displaystyle T_{k}(x)} przyjmuje wszystkie wartości z {\displaystyle [-1;1],} możemy napisać:
{\displaystyle \max _{x\in [-1;1]}|w_{k}(x)|\geqslant {\frac {1}{2^{k-1}}}.}

### Zastosowania
Przy interpolacji wielomianowej często zamiast równoodległych węzłów, używa się węzłów Czebyszewa, leżących w zerach wielomianów Czebyszewa. Pozwala to uniknąć tak zwanego efektu Rungego, czyli dużych oscylacji wielomianu interpolacyjnego przy krańcach przedziału. Fakt, że miejsca zerowe wielomianów Czebyszewa zagęszczają się ku krańcom przedziału, pozwala lepiej związać wielomian, zapobiegając naturalnym dla wielomianów wysokiego rzędu oscylacjom.

## Wielomiany c

### Definicja rekurencyjna
{\displaystyle U_{0}(x)=1}
{\displaystyle U_{1}(x)=2x}
oraz
{\displaystyle U_{k}(x)=2x\cdot U_{k-1}(x)-U_{k-2}(x)\,,\,\,k=2,3,4\ldots }

Wykres pierwszych pięciu wielomianów U_{n}

Wielomiany te są ortogonalne z funkcją wagową {\displaystyle \rho (x)={\sqrt {1-x^{2}}}.}